# Забавник, Радослав
Радослав Забавник (словац. Radoslav Zabavník; 16 сентября 1980, Кошице, Чехословакия) — словацкий футболист, защитник.

## Карьера
Играть в футбол начал в Кошице, в местной команде. В 2003 и 2004 годах был чемпионом Словакии в составе «Жилины». В 2008 и 2009 годах выступал за команду «Терек» (Грозный). Покинул «Терек», не согласовав с клубом условия нового контракта.